# Книга о рыцарском ордене
«Книга о рыцарском ордене» (кат. Llibre de l'orde de cavalleria) — произведение каталонского писателя Рамона Льюля, написанное в 1275 году. Представляет собой рассказ о рыцарских идеалах, оформленный как набор поучений старого отшельника (в прошлом рыцаря) молодому оруженосцу. При этом автор уделяет основное внимание темам мужества и религии, а куртуазные мотивы игнорирует.
В первые два века после написания «Книга» была широко распространена в списках, причём не только на каталонском, но и на французском и английском языках. Её воспринимали как «пособие по рыцарству». В Англии «Книгу» издал первопечатник Уильям Кэкстон, и это издание было популярно в течение всего XVI века. В Испании она стала основным источником для «Книги о рыцаре и оруженосце» Хуана Мануэля. Позже, по мнению некоторых исследователей, «Книга о рыцарском ордене» повлияла на «Дон Кихота» Сервантеса: главный герой перечисляет основные заповеди рыцарства, опираясь на текст Рамона Льюля.